# 1474
1474 (MCDLXXIV) je bilo navadno leto, ki se je po julijanskem koledarju začelo na soboto.

## Dogodki
- Habsburžani priznajo neodvisnost Švicarske zveze.
- Novgorod je priključen k moskovski kneževini.
- Turki zasedejo Ciper, ki je bil v posesti ivanovcev, kasnejših Malteških vitezov.

## Rojstva
- 8. september - Ludovico Ariosto, italijanski književnik († 1533)

## Smrti
- 16. december - Ali Kušči, turški matematik in astronom (*  1403)

Neznan datun
- Kundun Drup, prvi dalajlama (* 1391)
- Mahmud Paša Anđelović, veliki vezir Osmanskega cesarstvo (* 1420)